# Neoturris fontata
Neoturris fontata is een hydroïdpoliep uit de familie Pandeidae. De poliep komt uit het geslacht Neoturris. Neoturris fontata werd in 1909 voor het eerst wetenschappelijk beschreven door Bigelow. 